# Jan van Dornicke

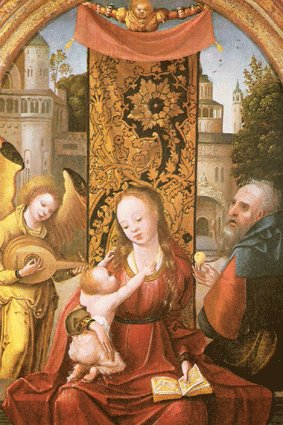
Madonna con Bambino.

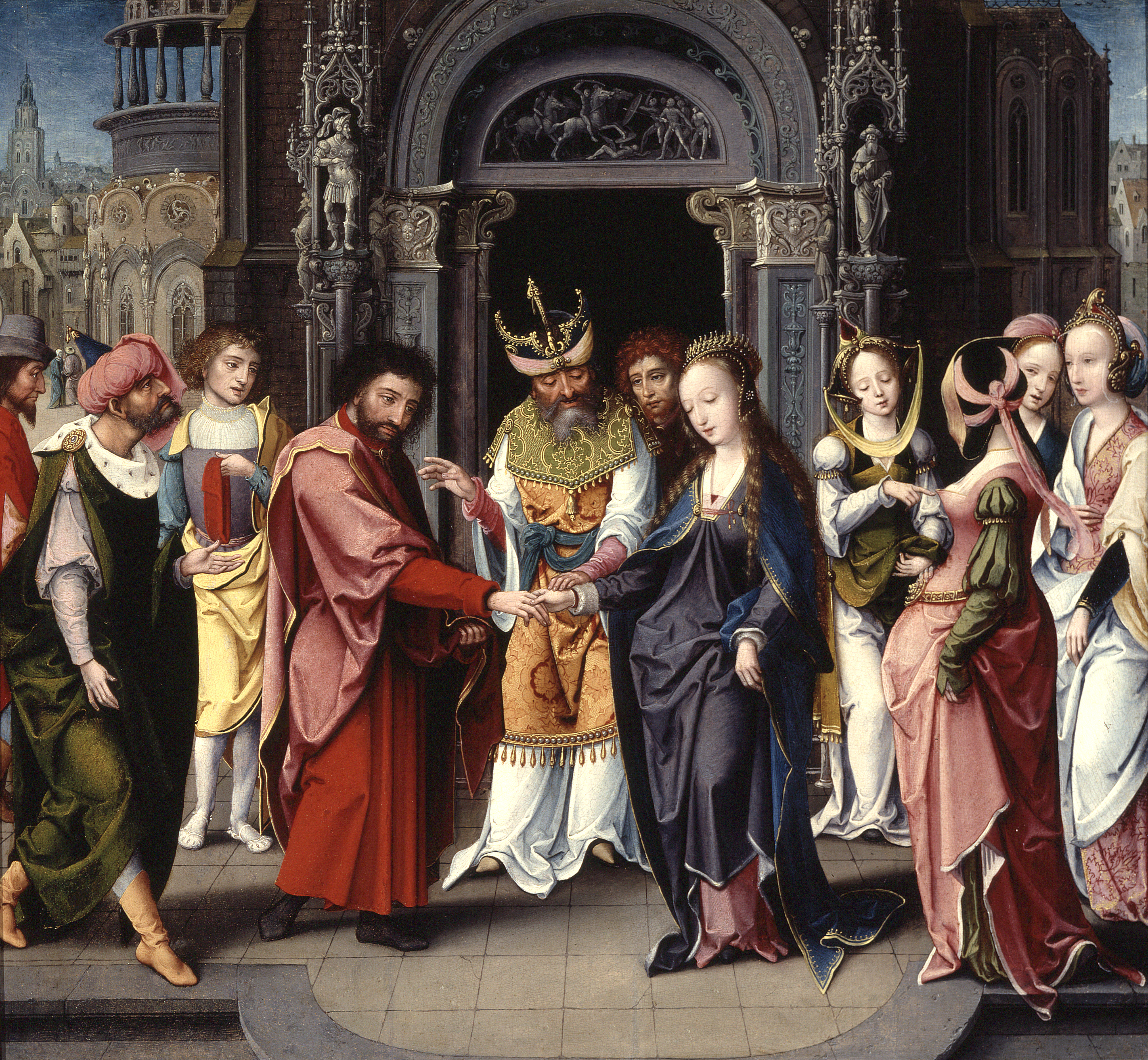
Sposalizio della Vergine.

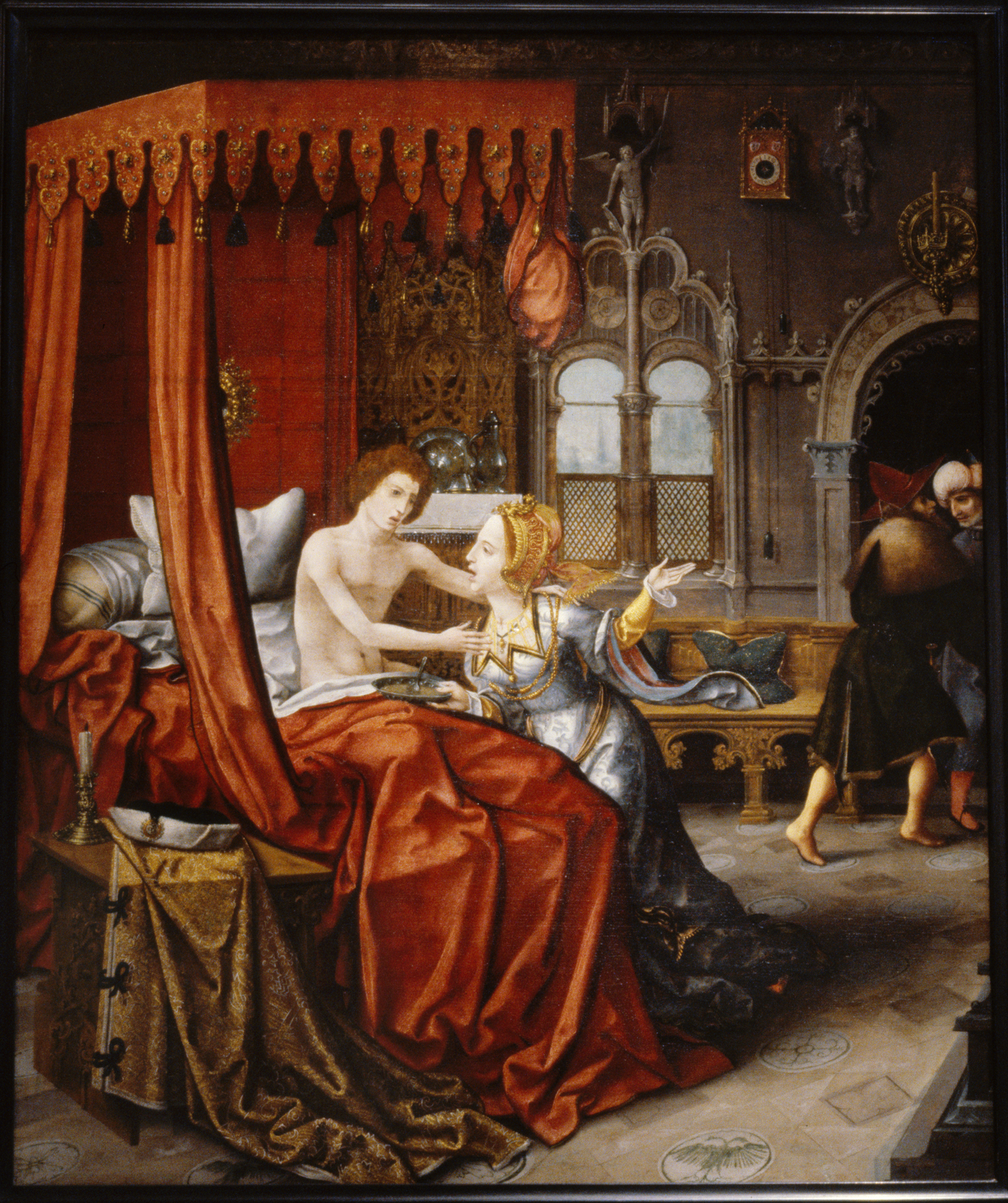
Amnon attacca Tamar, Walters Art Museum.

Jan van Dornicke (Doornik, 1470 – Anversa, 1527) è stato un pittore fiammingo, esponente del manierismo di Anversa.

## Biografia
Jan van Dornicke fu un pittore dei Paesi Bassi del Sud che nacque a Doornik, località belga di confine oggi nota anche come Tournai. 
Fu attivo ad Anversa dal 1509 al 1525 circa. I suoi dipinti sono classificati stilisticamente come Manierismo di Anversa, generalmente identificato come Maestro del 1518 o Maestro dell'abbazia di Dielegem. Le sue opere si identificano con l'autografo Janssone, e il suo cognome a volte è spesso declinato in van Doornik o van Dornick. 
Questo artista non deve essere confuso con l'omonimo pittore olandese del XVIII secolo, appartenente ad una diversa corrente artistica.
Nell'ambito delle numerose opere fiamminghe presenti in Sicilia, alcune di esse mostrano affinità di stile e sono generalmente indicate come dipinti realizzati da seguaci appartenenti alla scuola di Jan van Dornicke.

## Opere
- 1515c., Visitazione, National Gallery, Londra.
- 1515c., Fuga in Egitto, National Gallery, Londra.
- 1516c., Retablo della Passione di Cristo, cattedrale luterana di Västerås.
- 1520, Trittico Klaňania, Slovak National Gallery di Bratislava.
- 1520c., Amnon attacca Tamar, Walters Art Museum di Baltimora.
- 1520c., Sposalizio della Vergine, Saint Louis Art Museum, Saint Louis.
- 1520c., Trittico della Crocifissione, Museo d'arte di San Paolo di San Paolo.
- 1520c., Trittico dell'Epifania, Museo nazionale d'arte della Catalogna di Barcellona.
- XVI secolo, Cristo dice addio a sua madre, Staatliche Museen, Berlino.
- XVI secolo, Gesù insegna nel tempio, Museo Mayer van den Bergh, Anversa.
- XVI secolo, Retablo di Maria, Marienkirche di Lubecca.
- XVI secolo, Beata Vergine Maria, Alte Pinakothek der Bayerischen Staatsgemäldesammlungen, Monaco di Baviera.
- XVI secolo, Trittico di Maria Maddalena o  Trittico dell'abbazia di Dielegem, Museo reale delle belle arti del Belgio, Bruxelles.

## Galleria d'immagini

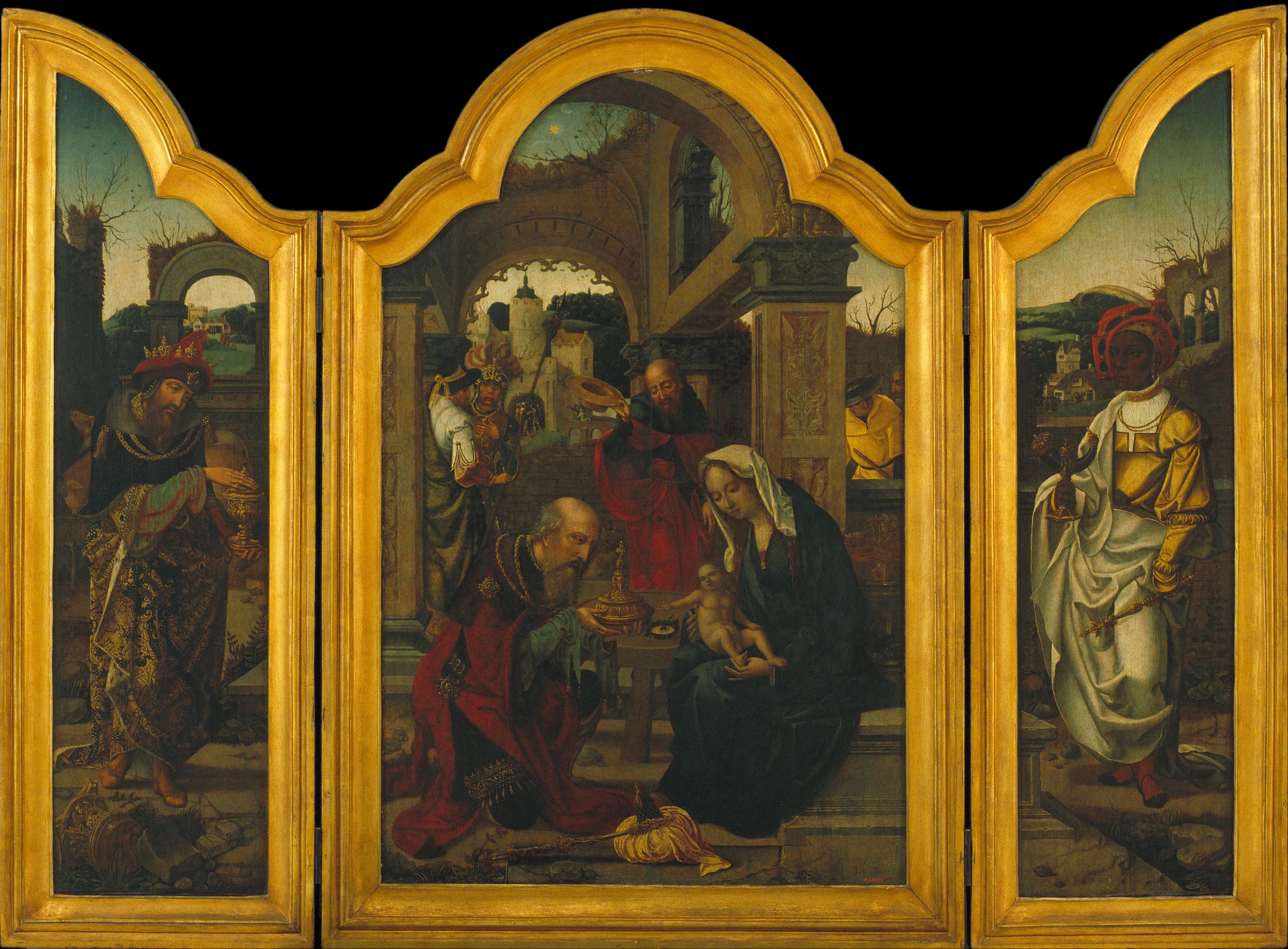
Trittico dell'Epifania, Museo nazionale d'arte della Catalogna
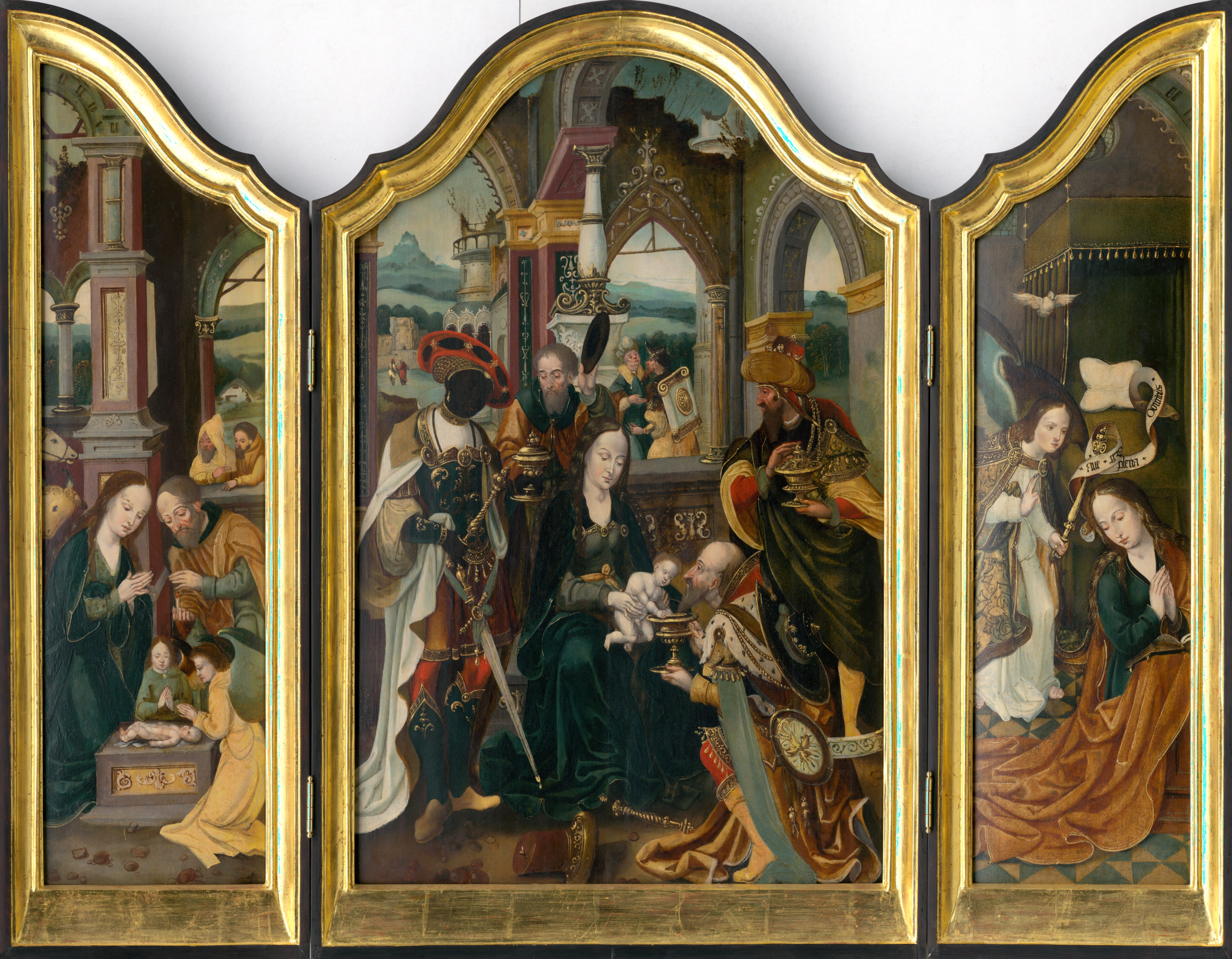
Trittico Klaňania, Galleria nazionale slovacca.
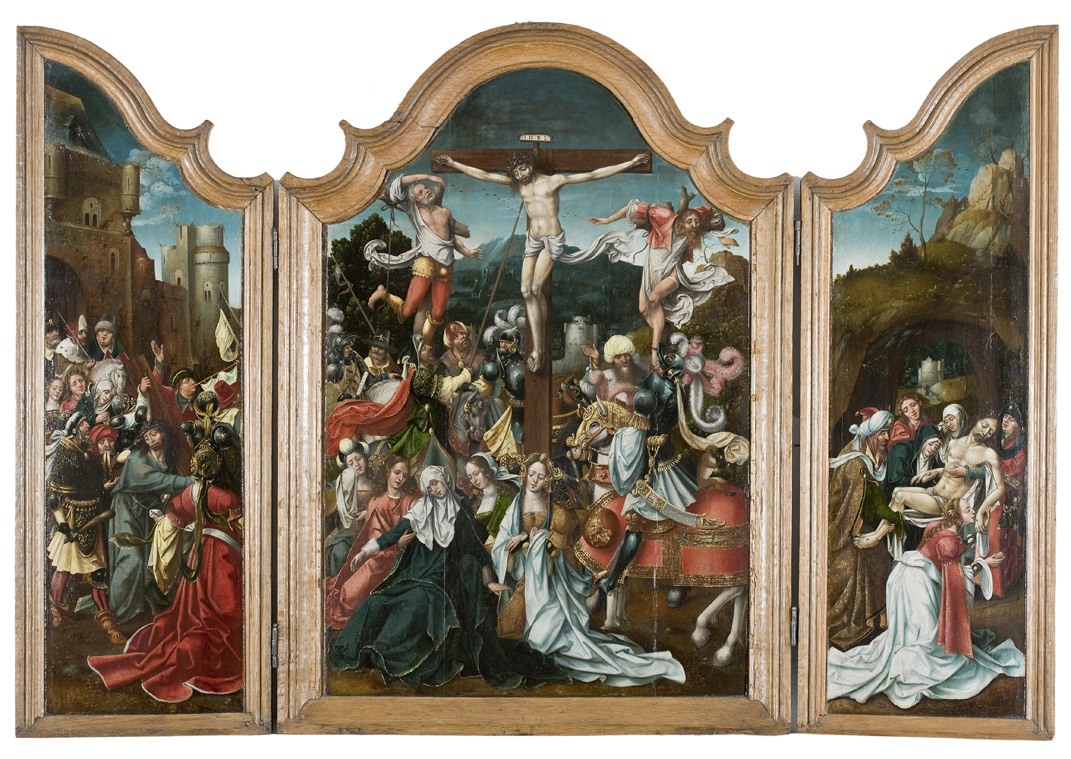
Trittico della Crocifissione, Museu de Arte de São Paulo
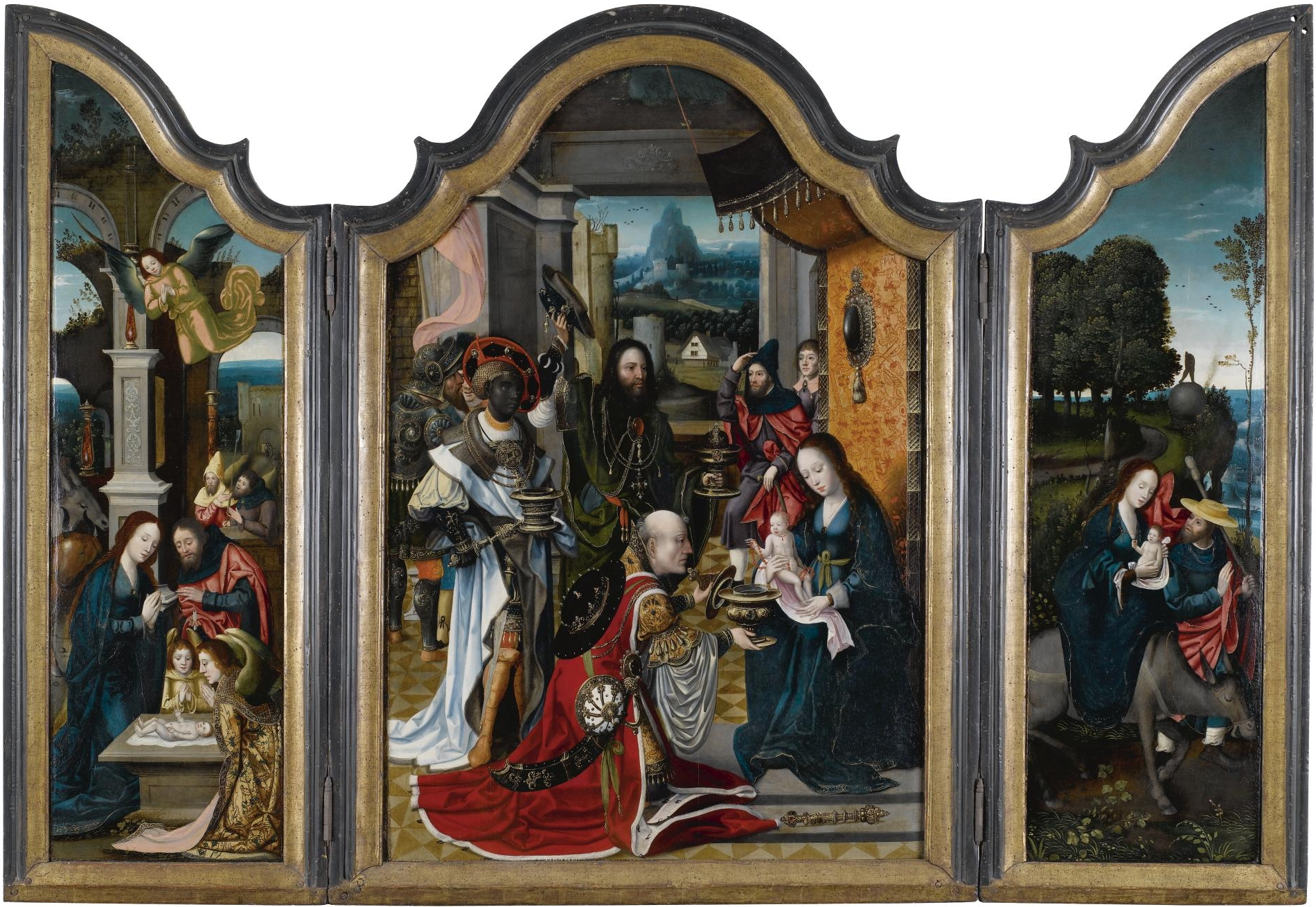
Trittico dell'Adorazione dei Magi
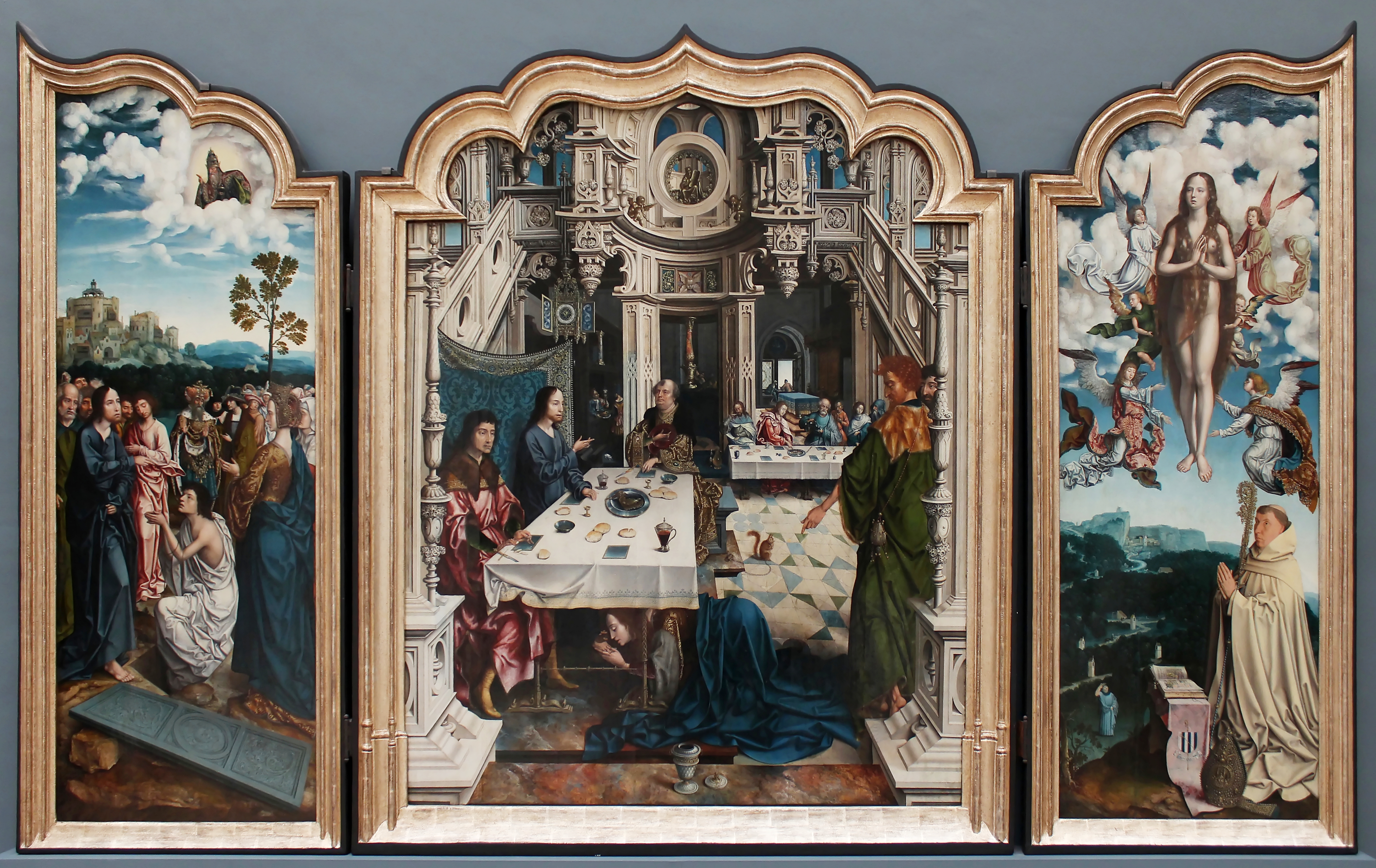
Trittico dell'abbazia di Dieleghem, Musées royaux de Beaux-Arts de Belgique